# Роста (Ровиго)
Роста је насеље у Италији у округу Ровиго, региону Венето.
Према процени из 2011. у насељу је живело 14 становника. Насеље се налази на надморској висини од 12 м.